# Abhisheka

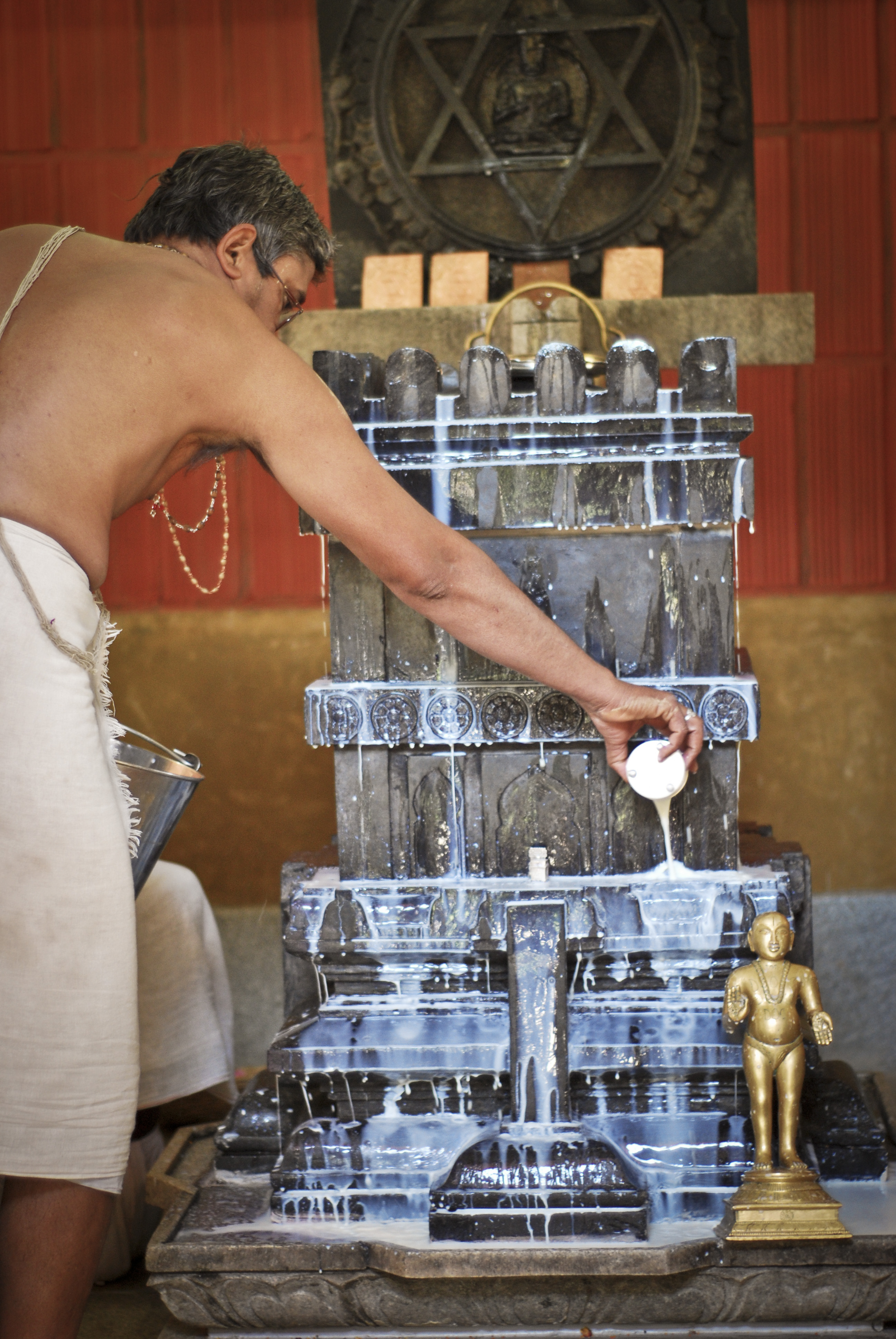
Ritual Abhisheka con alimento Panchamrita llevado a cabo en un santuario hindú

Abhisheka (sánscrito: अभिषेक) significa "baño de la divinidad a quien se ofrece adoración". Es un rito religioso o método de oración en el que un devoto vierte una ofrenda líquida sobre una imagen o murti de un dios o diosa. Abhisheka es común a religiones indias como el hinduismo, el budismo y el jainismo.
Los sacerdotes realizan un abhiṣeka bañando la imagen de la deidad a la que se adora, en medio del canto de mantras. Por lo general, se pueden verter ofrendas como leche, yogur, ghee, miel, panchamrita, aceite de sésamo, agua de rosas, pasta de sándalo, entre otras ofrendas, dependiendo del tipo de abhishekam que se realice. Este rito se realiza habitualmente en los templos hindúes. Se realiza un Rudrābhiṣeka o abhiṣeka de Rudra en lingams. Un Kumbhabhishekam es un ritual de consagración para un templo hindú.